# Tom Phillipson
William Thomas Phillipson, född 31 oktober 1898 i Ryton-on-Tyne, död 19 november 1965 i Wolverhampton, var en engelsk fotbollsspelare.
Redan som ung var han en målspottare av rang. I skollaget gjorde han en gång 14 av lagets 15 mål. Matchen efter så gjorde han 11 av 12 mål. Hans stora dröm var att få spela med sina hjältar i  Newcastle United.  De visade dock inget intresse så han började spela för  Swindon Town som sålde honom vidare till Wolves för 1 000 £. Där kom han att bli en av klubbens bästa målgörare.
Han spelade 159 matcher för Wolves och gjorde 111 mål.
När hans fotbollskarriär var över flyttade han tillbaka till Wolverhampton där han bl.a. engagerade sig inom politiken och 1938 blev han borgmästare i staden.

## Meriter
- Vinnare av div. 3 1923-1924

## Klubbar
- Walsall FC 1931-1932
- Sheffield United FC 1928-1930
- Wolverhampton Wanderers FC 1923-1928
- Swindon Town FC 1921 - dec. 1923
- Newcastle United FC 1919-1921